# Liu Jiao (princ)
Liu Jiao (kineski 刘交, 劉交; pinjin Liǘ Jiāo) bio je princ Chua u staroj Kini.
Njegovi su roditelji bili Liu Taigong i njegova žena, čije je ime nepoznato.
Nije nam poznato kada je rođen, a umro je 178. prije Krista.
Njegov je stariji brat bio car Gaozu iz dinastije Han, koji je tu dinastiju i osnovao. Jiao, premda carev brat, nije smio cara zvati imenom; to je bio tabu imena.
Jiao je postao učenjak, ali je napustio glavni grad Qina nakon što je prvi kineski car – Qin Shi Huangdi – dao spaliti određene knjige i bilješke.
Gaozu je nakon smrti Han Xina Jiaoa učinio princem Chua.
Jiao je bio otac Liu Yingkea i djed Liu Wua.